# Gustav Schmoll (Architekt, 1840)
Gustav Schmoll genannt Eyssenwerth (* 1840; † 1904) war ein deutscher Architekt in Saarbrücken.

## Leben
1899 erwarb Gustav Schmoll, der selbst in Saarbrücken-St. Johann ansässig war, das Blechhammerwerk im heutigen Saarbrücker Stadtteil Jägersfreude mitsamt Ländereien und Gebäuden und vermietete das Werk an die Gemeinde Dudweiler, die dort schulische Unterrichtsräume einrichtete.
Er war der Vater des Architekten und Politikers Gustav Schmoll.

## Werke
- Karlstraße 8, Wohnhaus, 1874
- Gerberstraße 27, Wohnhaus, um 1875, sowie Erweiterung um 1888
- Viktoriastraße 11, Wohn- und Geschäftshaus, 1876
- Nassauerstraße 11, Wohnhaus, 1876
- Großherzog-Friedrich-Straße 46, Paul-Marien-Stift, evangelisches Krankenhaus, 1878 (später aufgestockt und umgebaut)

| Personendaten    | Personendaten                       |
| ---------------- | ----------------------------------- |
| NAME             | Schmoll, Gustav                     |
| ALTERNATIVNAMEN  | Schmoll genannt Eyssenwerth, Gustav |
| KURZBESCHREIBUNG | deutscher Architekt                 |
| GEBURTSDATUM     | 1840                                |
| STERBEDATUM      | 1904                                |